# Psolus macrolepis
Psolus macrolepis is een zeekomkommer uit de familie Psolidae.
De wetenschappelijke naam van de soort werd in 1907 gepubliceerd door Walter Kenrick Fisher.